# Chile javasolt világörökségi helyszínei
Chile területéről eddig hét helyszín került fel a világörökségi listára, tizenhét helyszín a javaslati listán várakozik a felvételre.
| Megnevezés                                            | Kép | Típus      | Kritérium          | Év   | Link |
| ----------------------------------------------------- | --- | ---------- | ------------------ | ---- | ---- |
| Juan Fernández-szigetek Nemzeti Park                  |     | természeti | X                  | 1994 | 84   |
| Torres del Paine és Bernardo O'Higgins Nemzeti Parkok |     | természeti | -                  | 1994 | 85   |
| Altiplano templomai                                   |     | kulturális | II, III, V         | 1998 | 1187 |
| Baquedano út                                          |     | kulturális | II, V              | 1998 | 1189 |
| San Pedro de Atacama                                  |     | kulturális | II, III, V         | 1998 | 1191 |
| Ayquina és Toconce                                    |     | kulturális | II, III, IV, V, VI | 1998 | 1192 |
| Cerro el Plomo inka szentélye                         |     | kulturális | II, III, VI        | 1998 | 1194 |
| La Moneda-palota                                      |     | kulturális | II, III, IV, V     | 1998 | 1195 |
| San Francisco templom és kolostor                     |     | kulturális | II, IV             | 1998 | 1196 |
| San José del Carmen el Huique hacienda                |     | kulturális | II, III, V         | 1998 | 1198 |
| Malleco viadukt                                       |     | kulturális | I, IV              | 1998 | 1199 |
| Temuco vasútállomás mozdonydepója                     |     | kulturális | IV                 | 1998 | 1200 |
| Valdivia védelmi rendszere                            |     | kulturális | I, III, IV         | 1998 | 1202 |
| Patagónia sziklaművészete                             |     | kulturális | I, II, III         | 1998 | 1203 |
| Fell és Pali Aike barlangok                           |     | kulturális | III, IV            | 1998 | 1204 |
| Monte Verde régészeti helyszín                        |     | kulturális | III, IV            | 2004 | 1873 |
| Lota bányavidék                                       |     | kulturális | II, IV             | 2021 | 6498 |